# Panzer VII Löwe
Le Panzerkampfwagen VII Löwe (lion) nom de code VK 7001 (K) était un projet de char super-lourd, proposé par la firme Krupp en 1941-42. Il ne quitta jamais la planche à dessin, remplacé par le Panzer VIII Maus. Aucun prototype n'a été construit, il n'en reste que quelques plans et quelques maquettes en bois. Dans l'un des exemples, les constructeurs ont proposé de déplacer la tourelle vers l'arrière. En 1941 le projet a reçu un nouveau nom - VK 7201(K). Le tank a finalement reçu le nom « Löwe »  soit en mars soit en juillet 1942. Quelques sources affirment abusivement que PZ VII était l'une des modifications du projet E-75. Certains éléments du Löwe furent utilisés par la suite dans le Tigre II.

## Historique
Ce projet est mis en place dès novembre 1941 pour contrer les futurs chars lourds soviétiques.

## Estimation du projet
Ce projet aurait pu devenir l'un des exemples d'une arme ultime. Le blindage de ce géant aurait peut-être protégé contre la plupart des tanks de la coalition anti-hitlérienne, mais au prix d'une faible mobilité. Parmi les causes plausibles de l'arrêt du projet les deux suivantes peuvent être retenues : la première - L'Allemagne nazie n'a finalement pas réussi à développer le modèle de canon de 155 mm qu'elle voulait installer sur le « Lion ». La deuxième était la dégradation de la qualité de l'acier allemand à cause de manque des réactifs stabilisants, problème évoqué par Heinz Guderian, théoricien des tanks lors de sa visite avec d'autres officiers nazis et ingénieurs en novembre 1941 pour observer un T-34 capturés lors de l'opération Barbarossa. Cet inconvénient sera fortement marqué plus tard lors de la construction des « Tigres Royaux ».

## Jeux vidéo
- Le Löwe [3] fait son apparition dans le jeu vidéo World of Tanks, en tant que char lourd premium de tier VIII, dans l'arbre technologique Allemand.